# Кантрелл, Джерри
Джерри Фултон Кантрелл — младший (англ. Jerry Fulton Cantrell Jr.; род. 18 марта 1966 года) — американский музыкант, основной автор песен, гитарист и вокалист группы Alice in Chains.
Джерри Кантрелл начал музыкальную карьеру в 1985 году с участия в глэм-роковой группе Diamond Lie. После смерти его матери в 1987 году группа распалась, но вскоре Кантрелл основал новый коллектив, получивший название Alice in Chains. Получив известность на музыкальной сцене Сиэтла, Alice in Chains привлекли внимание крупного лейбла Columbia Records. С 1990 по 1995 год группа выпустила три студийных альбома и два мини-альбома, став одним из наиболее популярных рок-исполнителей Сиэтла, входящим в «большую четвёрку гранжа». Кантрелл стал автором музыки к большинству песен группы, основным гитаристом, а также вторым вокалистом в дуэте с Лейном Стейли.
Из-за проблем соавтора Кантрелла с наркотиками с 1994 по 1996 годы Alice in Chains не давали концертных выступлений. После кратковременного возвращения на сцену в 1996 году Стейли окончательно отошёл от дел и перестал интересоваться музыкой. В период неактивности Alice in Chains с 1997 по 2002 годы Джерри Кантрелл начал сольную карьеру и выпустил два студийных альбома. В 2002 году Стейли умер от передозировки наркотиков и Alice in Chains распались.
В 2005 году музыканты Alice in Chains впервые за долгие годы выступили вместе, а с 2006 года возобновили концертные выступления с новым вокалистом Уильямом Дювалем. С 2009 по 2018 годы группа выпустила три студийных альбома. В 2021 году вышла третья сольная пластинка Кантрелла Brighten.
В 2006 году Джерри Кантрелл был награждён титулом «Лорд риффов» по версии журнала Metal Hammer. Он также входил в списки лучших гитаристов, составленные журналом Guitar World в 2004 и 2012 году. В составе Alice in Chains Кантрелл был девять раз номинирован на получение премии «Грэмми».

## Биография

### Детские и юношеские годы (1966—1984)
Джерри Кантрелл родился 18 марта 1966 года в Такоме, штат Вашингтон, США. Юного Джерри назвали в честь отца, Джерри Фултона Кантрелла. Кантрелл-старший был родом из Атоки, штат Оклахома. Он был военным, прошёл войну во Вьетнаме; одним из первых воспоминаний трёхлетнего Джерри был папа, вернувшийся из Вьетнама в военной форме. Мать Глория Джин Крумпос была потомком чешских и норвежских эмигрантов и работала помощником администратора в школьном округе Кловер Парк. Позже в семье Кантреллов появилось ещё два ребёнка: сестра Чери и брат Дэвид. Когда Джерри было семь лет, родители развелись, а дети остались жить с матерью. Сначала они жили в Техасе и Пенсильвании, после чего вернулись в Спанавей, штат Вашингтон, недалеко от Такомы. Семья Кантреллов жила бедно, собирая продовольственные талоны для льготной покупки продуктов.
Кантрелл мечтал стать музыкантом с самого детства. Едва научившись писать, в книге «Всё обо мне» Доктора Сьюза он указал, что хочет стать «рок-звездой». Его первыми любимыми записями были альбомы Элтона Джона Caribou и Captain Fantastic. Позже юноша увлёкся Def Leppard и вместе с друзьями собирал воображаемую группу, где он играл на гитаре под фонограмму, а барабанщик стучал по молочным бидонам и вёдрам. В старшей школе в Спанавее ценили музыкальные способности Джерри, и по рекомендации учительницы музыки Джоан Беккер он вступил в школьный хор, где исполнял классические произведения пятнадцатого века и современные популярные мелодии. Чтобы преодолеть боязнь сцены, подросток также посещал курсы актёрского мастерства. В последний год учёбы Кантрелл возглавил вокальный квартет, который принимал участие в местных конкурсах и исполнял национальный гимн на баскетбольных матчах.
Свою первую гитару Кантрелл получил в шестом классе, но играл на ней лишь около недели. Двумя годами позже дядя Кантрелла подарил племяннику ещё один инструмент, но Джерри остался разочарован: вместо «акустики» он мечтал о настоящей электрогитаре, как у Эйса Фрейли. Дядя пообещал Кантреллу купить Gibson Les Paul, если тот научится хорошо играть, но он так и не освоил инструмент. Лишь когда Кантреллу исполнилось семнадцать лет, он заполучил заветную электрогитару — копию Fender Mustang. Джерри также уговорил дядю одолжить ему восьмидорожечный магнитофон Sound Design с колонками и входом для гитары. Кантрелл пообещал вернуть стереосистему через неделю, но быстро «забыл» об этом и использовал аппаратуру в качестве домашней мини-студии.

### Diamond Lie (1984—1987)
После окончания школы в 1984 году Кантрелл поступил в колледж в Такоме. Параллельно с учёбой он мечтал о карьере музыканта и играл в любительских группах, включая инструментальное трио Raze, где пересёкся с будущим бас-гитаристом Pretty Boy Floyd Винни Часом. Перед рождественскими каникулами он поддался уговорам коллеги по группе Джима Сайферта, который был родом из Далласа, и бросил колледж, чтобы посвятить себя музыке целиком. «Мы забросили вещи в „Бронко“, поехали прямиком в Даллас и создали свою группу. Она не протянула долго, но это было моё первое осознанное решение», — вспоминал Кантрелл. Джерри провёл в Далласе около года, работая в музыкальной компании Arnold & Morgan, но в конце концов вернулся в Такому.
По возвращении на родину талантливый гитарист принял предложение участников местной группы Phoenix Бобби Несбитта и Скотта Наттера, пригласивших его к себе. Музыканты исполняли популярный в том время глэм-рок, ориентируясь на творчество Poison и Mötley Crüe, сочетая рок-музыку и поп-направленность. Phoenix стал первой серьёзной группой Кантрелла, в которой сполна проявились его лидерские качества. По его настоянию название сменили на Diamond Lie, позаимствованное его из строчки песни, которую гитарист услышал по радио. Кантрелл писал большую часть музыки к песням, а остальным музыкантам оставалось разучить их и подобрать слова. Он придумал окружить репетиционное помещение большими зеркалами, чтобы члены группы видели, как они выглядят со стороны. «Я ужаснулся тому, какие рожи корчу, когда играю на барабанах, и даже не задумывался об этом раньше», — рассказывал Несбитт. Кантрелл также уделял внимание хореографии концертных выступлений, оттачивая трюки на репетициях. Вместе с бас-гитаристом Мэттом Мусо они совершали одинаковые движения на сцене, копируя манеру исполнения Kiss, а также непринуждённо перекидывали друг другу медиаторы в середине композиции во время концерта. Кантрелл заставлял друзей репетировать по несколько часов в день пять раз в неделю. Группа давала концерты каждую неделю, чтобы привлечь внимание крупной звукозаписывающей компании. Знакомый музыкантов вложил две тысячи долларов, чтобы выпустить демо-кассету, записанную на студии London Bridge. Помимо музыки и сценического образа, Кантрелл самолично занимался пиаром начинающей группы, распространяя демо-записи коллектива.
Становление Кантрелла было омрачено двумя трагедиями в семье. 9 октября 1986 года умерла от рака его бабушка Дороти Крумпос. Вскоре после этого у матери Кантрелла диагностировали рак поджелудочной железы в терминальной стадии. Когда стало известно, что Глории Кантрелл — самому близкому человеку для Джерри, поддерживающей его во всех начинаниях, — осталось жить не более шести месяцев, её положили в больницу и держали на морфине. Тяжело переживая болезнь матери и пытаясь отвлечься от дурных мыслей, Кантрелл играл на гитаре практически круглосуточно. Его отношения с другими родственниками стали ухудшаться, музыканта выгнали из дома, и он поселился в доме сестры бас-гитариста Diamond Lie Чери Мусо. 11 апреля 1987 года Глория Джин Кантрелл умерла.
После смерти двух близких людей у Кантрелла началась депрессия и он, по словам коллег по группе, «превратился в совершенно другого человека». Он продолжал приходить на репетиции, но меньше общался с другими музыкантами, просто приносил новые песни и заставлял их выучить. В его текстах вместо развлечений, девушек и выпивки, всё больше места уделялось суровой реальности. Среди участников группы стало зреть недовольство. Несмотря на победу в конкурсе местных рок-групп и подарочный сертификат на несколько часов бесплатной работы в студии, коллектив стал разваливаться. Первым ушёл бас-гитарист Мэтт Мусо, присоединившись к группе своих друзей, а когда Кантрелл попытался собрать остальной состав Diamond Lie для концерта, те отказались: «Мы просто сказали „нет“. Мы были сыты по горло, так как хотели большего вовлечения в песни. Мы хотели быть частью творческого процесса, а не просто следовать его приказам: „Вот следующая песня. Вот ещё одна“» — объяснял Скотт Наттер.

### Alice in Chains (1988—1996)

#### Создание группы
После смерти матери и распада Diamond Lie бездомный Джерри начал скитаться по городам штата. Однажды на вечеринке он познакомился с Тимом Бреномом, вокалистом группы Gypsy Rose из Бериена, которой требовался гитарист. Кантрелл успешно прошёл прослушивание, но уже через несколько недель его уволили из-за «разницы в стилях». Недолгое пребывание в Gypsy Rose, непримечательное с музыкальной точки зрения, привело к знакомству Кантрелла с бас-гитаристом Майком Старром. Ещё одним новым другом Джерри стал Лейн Стейли, вокалист глэм-роковой группы Alice N’ Chains, приютивший гитариста в репетиционном помещении в клубе Music Bank. Кантрелл даже выступил однажды с Alice N’ Chains на концерте в Балларде, но вскоре группа распались из-за проблем Лейна Стейли с наркотиками.
Раздосадованный неудачным выступлением в чужих группах, в конце 1987 года Кантрелл решил создать собственный коллектив. Первым он пригласил Лейна Стейли: «Когда я впервые услышал Лейна — это было в Tacoma Little Theater, — меня будто молнией ударило. Я просто знал, что хочу быть в группе с этим парнем». Помимо Лейна Стейли и Майка Старра, в группу вошёл знакомый Стейли барабанщик Шон Кинни. Музыканты выступали под названиями «Mothra» и «Fuck», но в конце концов Кантрелл договорился с бывшими членами Diamond Lie, чтобы ему разрешили использовать старое название группы. Первый концерт Diamond Lie состоялся в январе 1988 года, а к лету музыканты составили пресс-пакет, содержащий демо-запись и биографию группы, в надежде привлечь внимание крупного лейбла. Менеджером стал местный промоутер Рэнди Хаузер, впечатлившийся талантами Кантрелла, придумавшего львиную долю песен. По совету A&R-агентов Джерри пришлось отказаться от названия «Diamond Lie», на смену которому пришло придуманное Лейном Стейли «Alice in Chains». Летом 1988 года музыканты впервые выступили под новым именем, а также записали демо-кассету. В июле клуб Music Bank закрыли в ходе полицейского рейда, и музыкантам пришлось переехать в новый двухэтажный дом возле аэропорта «Сиэтл/Такома». Судьба начинающей рок-группы привлекла внимание журналистов сиэтлского телеканала King 5, снявших репортаж в доме Alice in Chains. «Не знаю даже, смогли бы мы пробиться на порог к CBS, если бы не видео, что вы сняли для нас», — благодарил позднее Кантрелл журналиста Джека Хаманна, занимавшегося сюжетом.
Вскоре вместо Рэнди Хаузера, арестованного за хранение наркотиков, менеджером группы стала Сьюзан Сильвер, управлявшая местной группой Soundgarden; ей помогал Келли Кёртис, работавший с Mother Love Bone. Сильвер провела восьмимесячные переговоры с Columbia Records, которые в середине 1989 года увенчались подписанием контракта с дочерним лейблом CBS Records. Кроме того, познакомившись ближе с исполнителями местной сцены, сами Alice in Chains изменили свой стиль, превратившись из позёров, ищущих внимание женской аудитории, в более серьёзную группу, исполняющую тяжёлую музыку. «Каждый начинает с подражания — так устроен мир… Но, если повезёт, в какой-то момент ты становишься самим собой. Ты берёшь лучшее из того, что тебя окружает, и добавляешь к этому что-то своё», — описывал этот период Джерри Кантрелл.

#### Первые альбомы
Продюсером дебютной пластинки Alice in Chains был назначен Дэйв Джерден, известный по работе с рок-группой Jane’s Addiction. Джерден хорошо поладил с Кантреллом, сравнивая его вклад в успех группы с тем, что Тони Айомми делал для Black Sabbath. Продюсер и гитарист проводили много времени в студии и за её пределами, ведь оба были заядлыми рыбаками. Запись прошла очень гладко, так как Кантрелл написал большую часть материала и точно знал, что хочет услышать на пластинке. «Я помню, как он [Джерри] дал мне послушать демо-версии, записанные на магнитофон. Они в точности совпадали с альбомными, как будто их вовсе не перезаписывали в студии», — была впечатлена Криша Огеро, ассистентка Келли Кёртиса. Альбом получил название Facelift и вышел 24 августа 1990 года. Отправившись в свои первые крупные гастроли, Кантрелл пристально анализировал каждое выступление и усиленно репетировал, чтобы в следующий раз сыграть лучше. Его усилия не прошли бесследно: к концу года в журнале Spin Alice in Chains включили в число групп, за которыми стоит следить в 1991 году, а в газете The Seattle Times отметили, что лейбл уделяет коллективу внимание, которого ранее удостоились Faith No More и Living Colour.
В начале 1991 года Кантрелл договорился с режиссёром Кэмероном Кроу, что группа запишет несколько композиций для его фильма «Одиночки», действие которого разворачивалось в Сиэтле. Кроу требовалась одна песня, но Кантрелл выторговал бюджет для записи целых десяти, одна из которых — посвящённая трагически погибшему местному музыканту Эндрю Вуду «Would?», — вошла в фильм. Alice in Chains отправились в турне «Битва титанов» с трэш-группами Megadeth, Slayer и Anthrax, и несмотря на огромное давление со стороны поклонников метала, сумели расположить к себе аудиторию. Наконец, в мае 1991 года песня «Man in the Box» попала в ротацию на телеканале MTV, что привело к моментальному росту известности коллектива. Музыкантов заметил Сэмми Хагар и пригласил в североамериканское турне с Van Halen. На гастролях Кантрелл крепко сдружился с Эдди Ван Халеном и после окончания тура гитарист Van Halen подарил Джерри несколько именных инструментов и фирменных усилителей Mesa/Boogie. У Кантрелла наконец-то завелись деньги, и он купил себе пикап Dodge. На лидера Alice in Chains обратили внимание специализированные музыкальные издания: в журнале Guitar School Кантрелла назвали «новым титаном на районе», впечатлившись успешным выступлением его группы в турне «Битва титанов», а в февральском номере Guitar отметили, что «рычащая, атакующая гитара Alice in Chains может быть подключена напрямую к мозгу Джерри Кантрелла». Репутация Кантрелла среди музыкантов также выросла: так, по мнению Дейва Дедерера из сиэтлской группы The Presidents of the USA, на то время Джерри был ни больше, ни меньше, лучшим гитаристом среди всех местных групп.
В промежутках между гастролями музыканты Alice in Chains записали акустический мини-альбом Sap. Смена музыкального направления была неслучайной: Кантрелл хотел доказать, что его группа может не только издавать громкие шумящие звуки, но и исполнять более задушевные и мелодичные композиции. «Мы пытались продемонстрировать, что мы не просто очередная метал-группа. Несмотря на то, что временами это действительно так, нам нравится играть все виды музыки», — объяснял позднее Кантрелл. Альбом был выпущен без особой помпы и рекламной кампании, и многие поклонники группы не знали о его существовании.

#### На пике популярности
1. Найти отличного гитарного техника и не экономь на нём.
2. Не экономь на оборудовании. У тебя всегда должна быть запасная акустическая система, всегда.
3. Не надевай одни и те же носки чаще, чем три дня подряд.
4. Обязательно сходи в сортир перед выходом на сцену.

В начале 1992 года Кантрелл столкнулся с той же проблемой, что и музыканты предыдущей группы Лейна Стейли Alice N' Chains несколько лет тому назад: вокалист слишком сильно увлекался героином. По настоянию Сьюзан Сильвер, Стейли уговорили отправиться на лечение в клинику в Монро. После прохождения курса реабилитации, группа начала работать над новой пластинкой. У Кантрелла имелось несколько автобиографических песен, посвящённых любви, смерти и отношениям с собственным отцом, но этого было мало для полноценного альбома, и музыканты бросились писать недостающие песни. Лейтмотивом новой пластинки стал героин: Лейн Стейли придумал несколько песен, показывающих, как отношение к наркотику меняется от радостно-восторженного до подавленного, и как героин подчиняет себе все мысли и желания человека.
Осенью 1992 года вторая студийная пластинка Alice in Chains Dirt дебютировала на шестом месте в хит-параде Billboard 200. Альбом оказался в центре внимания слушателей и критиков на волне интереса к сиэтлской музыке («гранж-року»), наряду с недавними альбомами Nirvana и Pearl Jam. Во время концертного турне проблемы Стейли с героином всплыли вновь: теперь он употреблял его вместе со своим лучшим другом, бас-гитаристом Майком Старром. Не имея возможности уволить фронтмена группы, Кантрелл, Кинни и Сьюзан Сильвер решили попрощаться со Старром, больше других подверженного «звёздной болезни». После концертов в Бразилии в начале 1993 года Старра временно подменил бас-гитарист Оззи Осборна Майк Айнез. Ещё одним личным разочарованием для Кантрелла стало нежелание MTV транслировать видеоклип «Rooster», в котором снялся отец Кантрелла — ветеран Вьетнамской войны; по мнению гитариста, телевизионщики считали военную тему не слишком подходящей. В остальном всё для Кантрелла шло замечательно: группа выступила в Европе и на фестивале Lollapalooza летом 1993 года, а также записала саундтрек к фильму «Последний киногерой», после чего новый бас-гитарист Майк Айнез был принят в Alice in Chains на постоянной основе.
Во 1993 году менеджерский тандем Alice in Chains Келли Кёртис и Сьюзан Сильвер распался. Кёртис покинул организацию и сосредоточился на работе Pearl Jam, не желая иметь дело с наркоманом Лейном Стейли. Джерри Кантрелл тяжело переживал этот разрыв, так как был близок с Кёртисом и долгое время жил у него дома. После окончания длительного турне в поддержку Dirt, Кантрелл предложил продюсеру Тоби Райту, с которым работал над саундтреком к «Последнему герою», записать с Alice in Chains мини-альбом. В сентябре 1993 группа отправилась в студию London Bridge, не имея на руках ни единой готовой песни. В течение недели музыканты придумали и записали семь акустических композиций. Мини-альбом Jar of Flies увидел свет в январе 1994 года и сразу оказался на вершине американского хит-парада, став первым мини-альбомом в истории музыки, дебютировавшим на первом месте Billboard 200. Подобно вышедшему двумя годами ранее Sap, Jar of Flies удивил слушателей очередной сменой стиля: выдержанный в мажорном ключе, альбом был наполнен звучанием акустических гитар и электрогитар без примочек, с редкими вкраплениями фанк-роковой «квакушки». Самого Кантрелла по итогам опроса читателей журнала Guitar Player признали «Лучшим альтернативным гитаристом», наряду с Ларри Лалондом из Primus.

#### Конфликт с Лейном Стейли
После выхода Jar of Flies музыканты Alice in Chains взяли небольшой отпуск, чтобы отдохнуть и подготовиться к летним гастролям с Metallica, а также участию в фестивале Вудсток-94. Собравшись вместе после перерыва, выяснилось, что отношения между музыкантами далеки от идеальных. Накануне первого концерта с Metallica на репетиции крепко повздорили Шон Кинни и Лейн Стейли: барабанщик, который стремился избавиться от алкогольной зависимости, увидел, что вокалист находится «под кайфом» и заявил, что больше никогда не будет играть с ним в одной группе. Сьюзан Сильвер пришлось заявить об отказе Alice in Chains гастролировать «из-за проблем со здоровьем одного из участников группы».
Лейн Стейли не только категорически отказывался выступать с Alice in Chains, но и сошёлся с гитаристом Pearl Jam Майком Маккриди. Их совместный проект Mad Season объединил музыкантов, которые хотели решить собственные проблемы с алкоголем и наркотиками, используя музыку в качестве терапии. Для Кантрелла это стало серьёзным ударом, ведь он вложил столько усилий в раскрутку Alice in Chains и теперь группа оказалась на грани распада. «Это как будто кто-то трахает твою подружку», — признавал Джерри свою ревность по отношению к Лейну Стейли и его стороннему проекту.
На протяжении 1994 года Кантрелл несколько раз появлялся на сцене в качестве приглашённого музыканта, отыграв «For Whom the Bell Tolls» с Metallica в Оклахоме, а также «Harold on the Rocks» с Primus в Вудстоке. В начале 1995 года он начал работать над сольным альбомом, записав несколько треков в домашней студии со своим гитарным техником Даррелом Питерсом и барабанщиком Gruntruck Скоттом Рокуэллом. Позже Кантрелл решил предпринять ещё одну попытку реанимировать Alice in Chains, пригласил Шона Кинни и Майка Айнеза в студию и начал записывать новые песни под рабочим названием Jerry’s Kids (с англ. — «Дети Джерри»). Кантрелл надеялся, что слухи о записи донесутся до Стейли и вокалист вернётся в Alice in Chains. Если бы этого не произошло, он бы издал альбом в качестве своей сольной работы. План Джерри сработал и в апреле 1995 года группа в полном составе начала запись третьего полноформатного альбома.
Студийные сессии затянулись на пять месяцев. Кантреллу и менеджменту группы пришлось ожидать целыми днями и неделями, пока измученный наркотиками Стейли соизволит появиться в студии, придумает свои партии и запишет их на плёнку. Кантрелл стал автором нескольких композиций и сам, включая вступительную «Grind», в которой опровергал слухи о распаде группы. Гитарист также успел записать кавер-версию песни «I’ve Seen All This World I Care to See» для трибьют-альбома Вилли Нельсона. Когда работа близилась к концу, для продвижения альбома был снят юмористический псевдодокументальный фильм The Nona Tapes, в котором Джерри Кантрелл сыграл роль журналистки Ноны Вайсбаум, снимающей сюжет о рок-музыкантах Сиэтла. Альбом получил название Alice in Chains и вышел 3 ноября 1995 года, дебютировав на первом месте хит-парада Billboard. В начале 1996 года Кантрелл прервал долгое «медиамолчание» и дал несколько интервью впервые после отмены концертов на Вудстоке-94, но отказывался обсуждать с прессой ситуацию с наркозависимостью Стейли, взамен фокусируясь на новом альбоме и предстоящем концертном турне. Несмотря на внушительный коммерческий успех новой пластинки, физическое состояние Стейли не позволяло группе гастролировать и в поддержку альбома не было сыграно ни одного концерта.

#### Последние концерты Alice in Chains
В начале 1996 года Джерри Кантрелл отметился небольшим камео в новом фильме Камерона Кроу «Джерри Магуайер», снявшись в роли клерка в магазине Kinko на бульваре Сансет. Его интерес к кинематографу продолжился встречей с режиссёром Беном Стиллером, после которой Кантрелл записал для саундтрека к фильму «Кабельщик» песню «Leave Me Alone». «Это определённо здорово — попробовать что-то новое. Группа не может быть единственной вещью в твоей жизни. Вот почему я делаю то, что делаю — это именно то, чем я всегда хотел заниматься, — рассказывал Джерри о своей первой сольной работе. — Это немного странное ощущение, но всё нормально, ведь моё сердце всегда останется в Alice in Chains».
Весной группа достигла договорённости о съёмках в передаче MTV Unplugged. Репетиции прошли не без проблем, так как состояние Лейна Стейли, не прекращавшего употреблять наркотики, всё ухудшалось. Накануне съёмок эпизода Джерри Кантрелл отравился и его постоянно рвало. Несмотря на все трудности, первый за два с половиной года концерт Alice in Chains в бруклинском театре «Маджестик» прошёл успешно; музыканты были в хорошем настроении, постоянно дурачились и общались с публикой. Помимо акустических аранжировок собственных песен, в промежутке между номерами Кантрелл сыграл вступление к песне «Металлики» «Battery» — все участники трэш-коллектива находились в зале, — а также исполнил фрагмент песни «Gloom, Despair and Agony On Me» из телевизионного варьете Hee Haw. Концерт для MTV стал лишь вторым полностью акустическим сетом Alice in Chains (первым было благотворительное выступление в Лос-Анджелесе, где группа сыграла несколько песен из Sap), но Кантрелл не считал его чем-то особенным: «Я не рассматривал его как что-то отличное от обычного выступления. Шоу как шоу, группа играет, люди хлопают и подпевают, и всё такое».
Воодушевлённые благополучным воссоединением, в последующие месяцы музыканты Alice in Chains ещё дважды появились на телевидении в вечерних шоу, исполнив песни с нового альбома. В июне 1996 года Alice in Chains окончательно вернулись на большую сцену, отыграв четыре часовых программы во время реюнион-турне Kiss. После заключительного концерта в Канзас-Сити 3 июля Лейн Стейли в очередной раз был госпитализирован после передозировки наркотиков. В октябре 1996 года умерла его бывшая невеста Стейли Демри Пэррот, вместе с которой они часто употребляли героин в первой половине девяностых. Ошеломлённый смертью подруги, Стейли прекратил появляться на публике и стал проводить большую часть времени в собственной квартире, принимая наркотики, играя в компьютерные игры и не отвечая на звонки друзей и бывших коллег по группе.

### Творческий поиск (1996—2005)

#### Начало сольной карьеры
К концу Boggy Depot становится очевидным, что Кантрелл — очень талантливый музыкант и автор песен. И более всего понятно, что именно он был сердцем Alice in Chains. Первый подход Кантрелла к сольному творчеству представляет собой комфортный уход от альбома Alice in Chains (1995), но из-за разительного сходства этих записей он выглядит чересчур комфортным.
В то время как дальнейшая судьба Alice in Chains оставалась под вопросом, Джерри Кантрелл вернулся к идеям о выпуске сольной пластинки. Слухи об этом витали уже несколько лет, с момента выхода третьего лонгплея группы. Гитарист не хотел терять время, пока группа была неактивной: «Проблемы Лейна — это его проблемы. Я не хочу звучать чёрство, но я не обязан за ним присматривать. Его судьба и судьба Alice in Chains мне небезразличны, однако пришло время перестать сидеть без дела и вернуться к активной работе», — рассказывал он в интервью журналу Hit Parader. За последние годы у него накопился новый материал, отличавшийся от хеви-металлического стиля Alice in Chains, и Кантрелл загорелся желанием издать его под своим именем. Для записи альбома Кантрелл связался с продюсером Тоби Райтом, привлёк Шона Кинни и Майка Айнеза из Alice in Chains, а также других знакомых музыкантов: Норвуда Фишера из Fishbone, Рекса Брауна из Pantera и Леса Клейпула и Primus. Пластинка получила название Boggy Depot, в честь заброшенного города в Оклахоме, где вырос отец Кантрелла. Альбом вышел 7 апреля 1998 года и поднялся на 28 место в хит-параде Billboard 200. Сольная работа вышла более разносторонней, чем классические альбомы Alice in Chains, и хотя определённые музыкальные параллели были неизбежны, главным отличием было отсутствие вокала Лейна Стейли — все песни Джерри Кантрелл спел сам. На песню «My Song» был снят видеоклип, а в поддержку пластинки Кантрелл провёл ряд концертов в США, выступая на разогреве у Metallica.
Вскоре после завершения турне в поддержку альбома Boggy Depot в 1998 году, Кантрелл продолжил написание новых песен. «Я заперся в доме, сошёл с ума и записал 25 песен. В этот период я редко мылся, заказывал еду через доставку и не выходил из собственного дома три или четыре месяца. Это был адский опыт», — вспоминал он. Кантрелл мечтал о том, чтобы выпустить тройной альбом, и договорился с продюсером Дэйвом Джерденом о записи песен. Когда Джерден послушал новый материал, то честно признался Кантреллу, что ему не нравятся песни и отказался продюсировать альбом: «Это было ужасно. Несвоевременно, затянуто, похоже на плохие джем-сейшны». Джерри Кантрелл разорвал контракт с Columbia Records и заложил свой дом, чтобы вернуть уже вложенные в пластинку деньги. Ему удалось договорится с лейблом Roadrunner Records, но и там скептически отнеслись к идее издать двойной альбом, не соответствующей реалиям рынка. Взамен ему предложили выпустить обычный альбом, пообещав, что позднее он будет переиздан в изначальном виде. Кантрелл сознательно решил не привлекать музыкантов Alice in Chains, чтобы отделить личное творчество от записей группы, и записал песни при поддержке барабанщика Faith No More Майка Бордина и бас-гитариста Suicidal Tendencies Роберта Трухильо. Весной 2001 года он провёл месячное турне по небольшим клубам, выбрав для разогрева группу Comes with the Fall, музыканты которой также выступали в роли его аккомпанирующего состава, так как Трухильо и Бордин не смогли выделить время для гастролей. Сольные выступления всё больше отдаляли Кантрелла от его бывшей группы: «Теперь на палатках и в зарплатных ведомостях моё имя», — шутил он. Из «командного игрока», которым Кантрелл считал себя в Alice in Chains, поддерживая в группе «демократию» и давая высказаться коллегам, музыкант постепенно утверждался в роли единоличного лидера и полноценного фронтмена.
В январе 2002 года было объявлено о скором выходе пластинки и концертном туре в её поддержку. За две недели до начала гастролей пришла печальная новость о смерти Лейна Стейли. Вокалиста Alice in Chains нашли мёртвым в его квартире. Причиной смерти стала передозировка смеси героина и кокаина. Смерть Стейли совпала с началом рекламной кампании второго альбома Кантрелла и застала его в дороге. Музыкант отменил свой концерт на фестивале Livestock, чтобы посетить похороны. Кантрелл не разговаривал со Стейли более двух лет и на церемонии прощания с погибшим товарищем, по словам очевидцев, был немногословен. Несмотря на подавленное состояние, Кантрелл решил не отменять остальные концерты тура. Дебютным синглом с нового альбома Кантрелла стала песня «Anger Rising». В мае Джерри отправился в турне Jim Beam Road To The Rackhouse с Nickelback, продлившееся до конца июля, после чего дал ряд концертов с Creed. 14 июня был опубликован видеоклип на «Anger Rising», а 18 июня вышел и весь альбом Degradation Trip. Наконец, в декабре вышла более полная версия альбома Degradation Trip Volumes 1 & 2, состоявшая из 25 песен, включая изначально отвергнутые Roadrunner Records в пользу коммерческой привлекательности пластинки.

#### Попытки сохранить Alice in Chains
Кантрелл признавался, что несмотря на выход сольной записи, Alice in Chains оставались для него приоритетом, и он был бы рад возобновить работу с группой: «Мы никогда не выходили на публику и не говорили, что распались, потому что как можно вообще называть что-то подобное „концом“. Ты никогда не хочешь закрывать эту дверь навсегда. Мне нравятся эти парни и надеюсь, что мы сможем сделать что-то вместе, но это вряд ли продлится долго». В августе 1998 года члены Alice in Chains собрались вместе в студии, чтобы записать две новые песни для бокс-сета Music Bank. С особым нетерпением ожидали приезда Лейна Стейли. Вокалист появился в студии за полночь и выглядел ужасно: из-за непрерывного употребления героина он был болезненно худым и шепелявил, так как у него начали выпадать зубы. Стейли так и не смог записать свои партии и наспех придумал оправдание, чтобы уехать из студии, чрезвычайно расстроив Кантрелла. Вокальные партии для двух песен — «Get Born Again» и «Died» — были записаны Стейли позднее с Тоби Райтом, который вспоминал, что к тому времени Кантрелл и Стейли перестали общаться друг с другом. В июне 1999 года вышел первый сборник Alice in Chains Nothing Safe — Best Of The Box, а вслед за ним — в октябре 1999 года — полноценный бокс-сет Music Bank, содержащий 48 записей, включая новые песни, редкие би-сайды, демоверсии и концертные исполнения уже известных хитов. В интервью на радиостанции Rockline члены Alice in Chains как ни в чём не бывало рассказали о том, что не исключают возможности совместной работы в дальнейшем.
К сожалению для поклонников группы, никаких новых песен от этого состава группы они больше не дождались. В начале 2000-х годов на лейбле Columbia Records вышло лишь несколько очередных компиляций сиэтлского коллектива. В декабре 2000 года группа издала концертный альбом Live, содержащий 14 песен, исполненных вживую в первой половине девяностых годов. В июле 2001 года увидел свет сборник лучших хитов Alice in Chains — Greatest Hits, который критиковали за его малый размер: в него вошло всего десять композиций. Наконец, в 2006 году вышла очередная компиляция The Essential Alice in Chains, состоявшая из двух дисков и 28 песен. «Хотя это может показаться слишком затянутым для тех слушателей, которым нужны лишь основные гранжевые хиты AIC, на нём есть несколько песен, которые заядлые фанаты могли пропустить; в любом случае, пока что это лучший сборник Alice in Chains, работающий и как краткое изложение, и как представление их слишком короткой и запутанной карьеры», — писал Стивен Томас Эрлевайн, обозреватель музыкального сайта AllMusic.

#### Переезд в Лос-Анджелес
После смерти Лейна Стейли в прессе неминуемо возникали вопросы по поводу будущего Кантрелла — в роли сольного исполнителя или лидера нового коллектива, — на что гитарист невозмутимо отвечал: «Я не имею ни малейшего понятия [что будет дальше]. Когда Alice забуксовали, это подтолкнуло меня к началу сольной карьеры, а смерть Лейна закрепила конец Alice in Chains. Теперь нет пути назад. Я до последнего надеялся, что мы сможем вернуться вместе, поэтому не создавал новую группу: Alice in Chains были единственной группой, в которой я хотел играть. Но теперь я должен принять определённые решения».
Летом 2003 года Кантрелл переехал из Сиэтла в Лос-Анджелес, где стал играть со многими знакомыми музыкантами. В октябре 2003 года фронтмен американской рок-группы Filter Ричард Патрик рассказал о совместной работе с экс-гитаристом Alice in Chains, написавшим около сотни риффов для нового альбома Filter. Кантрелл неоднократно появлялся на концертах кавер-группы Camp Freddy, основанной Мэттом Сорумом, Дэйвом Наварро, Билли Моррисоном, Донованом Литчем и Крисом Чини. В феврале 2004 года Джерри отыграл три концерта в рамках специального тура Experience Hendrix, посвящённого Джими Хендриксу, а также вместе с группой Damageplan записал песню «Ashes to Ashes» для саундтрека к фильму «Каратель». Кантреллу так понравилось участие в кавер-группе, что он предложил своему давнему другу Билли Даффи, чья группа The Cult также недавно распалась, создать аналогичный сайд-проект Cardboard Vampyres. Дебютные концерты «вампиров» состоялись в апреле 2004 года, а сет-лист в основном состоял из кавер-версий песен The Cult и Alice in Chains. Кантрелл также собрал аккомпанирующий состав, получивший название Marzipan, с которым дал несколько сольных концертов на разогреве у Кид Рока. Кроме этого, ходили слухи об участии Кантрелла в аккомпанирующей группе Пола Роджерса (Free, Bad Company) на фестивале во Флориде. В августе 2004 года Кантрелл исполнил партии соло-гитары для нового бокс-сета Оззи Осборна Under Cover. Вплоть до конца года музыкант делил своё время между сольными выступлениями и появлением на выступлениях других исполнителей, а также концертами Camp Freddy и Cardboard Vampyres.

### Alice in Chains (2005 — н. в.)

#### Воссоздание группы с новым вокалистом
В октябре 2004 года Джерри Кантрелл и Шон Кинни получили извещение, согласно которому их контракт с Sony Music расторгался «ввиду невозможности выполнять обязанности участников группы Alice in Chains». К тому времени Кинни успел выпустить мини-альбом microfish с проектом Spys4Darwin, состоящим из нескольких звёздных сиэтлских музыкантов. Бас-гитарист Майк Айнез пробовался в качестве замены Джейсону Ньюстеду в Metallica, но в конце концов оказался в другой сиэтлской группе Heart. Кантрелл оставался единственным экс-участником Alice in Chains, начавшим полноценную сольную карьеру, однако несмотря на позитивные отзывы, ни его пластинки, ни концертные туры не достигли такого же уровня популярности, как его бывшая группа.
В начале 2005 года бывшим музыкантам Alice in Chains предоставилась возможность собраться вместе, чтобы выступить на благотворительном концерте в поддержку жертв цунами в Индийском океане. Место Лейна Стейли у микрофона занимали поочерёдно Мэйнард Джеймс Кинан, Уэс Скантлин, Энн Уилсон и Пат Лахман. «Было очень тяжело, но это исцелило нас в какой-то степени, так как пришлось посмотреть в глаза реальности», — вспоминал Кантрелл свои ощущения от первого выступления группы без Лейна Стейли. Весной 2006 года музыканты собрались вновь и начали играть старые песни с разными приглашёнными вокалистами. Им приглянулся гитарист Comes with the Fall Уильям Дюваль, с которым Джерри Кантрелл познакомился в начале двухтысячных и вместе гастролировал в поддержку альбома Degradation Trip. Вместе с Дювалем группа отыграла более восьмидесяти концертов, исполняя старый репертуар Alice in Chains. Воссоединение группы стало одним из наиболее резонансных событий 2006 года, а сам Кантрелл признавался, что в свои почти сорок лет чувствует себя практически ветераном гранжевой сцены: «Ещё несколько лет и нас будут считать „классическим роком“».

#### Новые альбомы Alice in Chains
В конце 2007 года Кантрелл возобновил написание новых песен. Это заняло около полугода и в марте 2008 года музыканты собрались вместе, чтобы сыграть свежие композиции. Воодушевлённые результатом, они решили отправиться в студию и попробовать записать новые песни. У них не было контракта с лейблом, студийное время они оплачивали на свои средства. Кантрелл признавался, что был готов к любому результату, и если бы песни вышли неудачными, их бы не стали выпускать. Тем не менее, новый материал Alice in Chains заинтересовал несколько звукозаписывающих компаний, и группа подписала контракт с Virgin EMI Records. В 2009 году вышла пластинка Black Gives Way to Blue, посвящённая погибшему Лейну Стейли. Альбом дебютировал на пятом месте в альбомном чарте Billboard и вскоре стал «золотым». В записи заглавной композиции принял участие Элтон Джон, сыгравший на фортепиано. Концертный тур в поддержку альбома занял шестнадцать месяцев и продлился до конца 2010 года. Критики благосклонно отнеслись к возвращению легендарной гранжевой группы, рискнувшей выпустить очередную пластинку с новым фронтменом после многолетнего перерыва, не в последнюю очередь благодаря характерным тяжёлым риффам и соло-партиям Джерри Кантрелла. Кроме того, сохраняя фирменные гармонии Alice in Chains, во взаимодействии дуэта вокалистов произошло изменение: Кантрелл, ранее поддерживавший Стейли, теперь вышел на первый план, исполняя большую часть ведущих партий. По итогам опроса читателей Rolling Stone, прошедшего в 2009 году, альбом вошёл в список наиболее недооценённых альбомов десятилетия.
Вскоре после окончания концертного тура Black Gives Way to Blue музыканты Alice in Chains начали писать песни для новой пластинки. Работа была приостановлена ввиду проблем Джерри Кантрелла со здоровьем. Гитарист почувствовал острую боль в плече и не мог поднять руку. Выяснилось, что из-за многолетнего ношения гитарного ремня, у него разорвался хрящ. Кантрелл перенёс операцию и восстанавливался несколько месяцев. Лишь в начале 2012 года он смог взять инструмент в руки вновь. Запись пластинки была завершена в декабре 2012 года. Музыкальная составляющая пластинки была похожа на предыдущие работы группы, зато в текстах песен появился политический и религиозный подтекст. Название альбома The Devil Put Dinosaurs Here было взято из одноимённой песни, посвящённой креационистской теории о том, что Дьявол закопал кости динозавров, чтобы поколебать веру людей в Бога. В поддержку альбома кроме традиционных синглов и концертного тура был снят псевдодокументальный фильм AIC 23, в котором Кантрелл сыграл кантри-музыканта, якобы написавшего большую часть песен Alice in Chains. За свою работу Кантрелл был номинирован на получение наград «Лучший гитарист» по версии сайта Loudwire и журнала Revolver.
Работа над третьим альбомом Alice in Chains в новом составе стартовала летом 2017 года. Впервые за долгие годы группа вернулась для записи из Лос-Анджелеса в Сиэтл. Вдохновившись атмосферой родного города, музыканты посвятили ему новую пластинку, назвав её Rainier Fog (с англ. — «Туман Рейнира») в честь высокого вулкана, нависающего над Сиэтлом. Помимо концертного тура и нескольких синглов, участники группы снялись в юмористическом видеоклипе «Rainier Fog», отсылающем к рекламным роликам местного пива Rainier, распространённым в 1970-е годы. Песни группы также стали саундтреком к десятисерийному фантастическому мини-сериалу «Чёрная антенна», транслировавшемуся на YouTube-канале Alice in Chains. Альбом был благосклонно принят критиками, попав в несколько списков лучших рок-пластинок 2018 года. Пластинка была номинирована на получение премии «Грэмми» в девятый раз за историю Alice in Chains, но заполучить заветный «граммофон» Кантреллу и его группе так и не удалось.

#### Вне группы
В 2013 году Кантрелл принял участие в церемонии введения сиэтлской группы Heart в Зал славы рок-н-ролла, исполнив несколько песен вместе с гитаристом Pearl Jam Майком Маккриди. В 2015 году он отметился на мини-альбоме бас-гитариста Guns N’ Roses Даффа Маккагана, которые был приурочен к выходу книги Маккагана How To Be a Man (and Other Illusions). Он также исполнил гитарное соло в песне «Phantom Bride» на новом альбоме Deftones Gore, вышедшем в 2016 году; сотрудничество музыканта с группой стало следствием личного знакома с фронтменом Чино Морено, также обе группы — Deftones и Alice in Chains — имели общий менеджмент. В конце 2016 года в промежутке между номерными альбомами Alice in Chains выпустили кавер-версию баллады Rush «Tears», вошедшую в юбилейное переиздание альбома 2112 канадских прог-рокеров. В 2017 году Кантрелл впервые за пятнадцать лет выпустил сольную песню «A Job To Do», вошедшую в саундтрек к фильму «Джон Уик 2». Это был уже второй опыт музыканта в роли автора песен к фильму, после вышедшей в 1996 году песни к фильму «Кабельщик». Ещё одним неожиданным результатом работы Кантрелла стала песня «Setting Sun», вышедшая в 2018 году на мини-альбоме, ставшем саундтреком к комиксу Dark Nights: Metal.
В 2020 году после окончания турне с Alice in Chains в поддержку альбома Rainier Fog, Кантрелл задумался о выпуске сольной пластинки. Он начал работать над демоверсиями песен в студии в январе-феврале 2020 года, успел записать барабаны и гитарные партии, но был вынужден приостановить запись в марте из-за пандемии COVID-19. Дальнейшее взаимодействие с музыкантами происходило в удалённом режиме: они работали в маленьких группах или поодиночке, обмениваясь результатами по интернету. Барабанные партии записали Эйб Лабориель - младший (группа Пола Маккартни) и Джил Шароне (Stolen Babies, The Dillinger Escape Plan, Marilyn Manson), а на бас-гитаре сыграл Дафф Маккаган (Guns N’ Roses). Помимо оригинальных композиций, написанных Кантреллом, в альбом вошла кавер-версия песни Элтона Джона «Goodbye». Альбом Brighten вышел осенью 2021 года, а на весну 2022 года было запланировано концертное турне в его поддержку.

## Инструменты и оборудование
Один из своих первых инструментов Кантрелл изготовил вручную. Он заполучил работу в компании Boogie Bodies и купил у владельца за двадцать долларов гриф с небольшим дефектом на третьем ладу, изготовив корпус на уроке труда.

Основными инструментами Кантрелла являются две гитары G&L Rampage 1984 года выпуска «Blue Dress» и «No War». Музыкант заинтересовался продукцией G&L, когда увидел эти гитары у двух знакомых из Техаса, чей отец работал в компании Arnold & Morgan Music Company. Джерри работал в музыкальном магазине и купил себе первый инструмент G&L Rampage. Чтобы придать гитаре индивидуальность, по примеру Эдди Ван Халена и Рэнди Роудза Кантрелл обклеил её стикерами радио KISW и нанёс изображение полуголой девушки в синем платье, взятое из порножурнала. Вскоре он приобрёл ещё один инструмент, и обклеил его наклейками, самой заметной из которых стала антивоенная «No War». Когда Кантрелл был уже известным артистом, производитель гитар помог ему найти автора исходной фотографии девушки в голубом; этот принт лёг в основу дизайна сигнатурной модели гитары Кантрелла G&L Rampage «Blue Dress». Помимо этого, с середины девяностых Кантрелл активно использует модель G&L ASAT Classic.

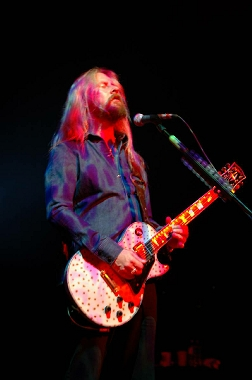
Gibson Les Paul белого цвета с выжженными свечой отметинами.

После турне с Van Halen в 1991 году, арсенал Кантрелла пополнился несколькими инструментами Эдди Ван Халена. Джерри хотел купить их у известного гитариста, но Ван Хален подарил начинающему музыканту два набора усилителей и две гитары Ernie Ball Music Man EVH. В середине девяностых компания Gibson предоставила Кантреллу четыре модели Les Paul разных цветов. С помощью свечи Кантрелл оставил на белом «Лес Поле» более сотни пятен, а на обратной стороне корпуса выжег надпись Degradation Trip, так как записал всю одноимённую пластинку на этом инструменте.
Сотрудничество Кантрелла с продюсером Дэйвом Джерденом привело к покупке баритон-гитары Giffin Baritone Gold-Top. Инструмент золотистого цвета с корпусом, похожим на Les Paul, был изготовлен специально для Кантрелла после встречи с Роджером Гиффином. Эта гитара использовалась при записи Degradation Trip и Black Gives Way to Blue. Ещё одним инструментом, на котором Кантрелл стал играть в двухтысячные годы, стал Gibson SG Custom Circa 2008. Он заказал эту модель, потому что на ней играли два его кумира — Ангус Янг и Томи Айоми. Дружба с Даймбегом Даррелом привела к появлению у Кантрелла гитары Dean Dimebag ML. Изначально Кантрелл должен был продать её на благотворительном аукционе, но решил оставить её себе в память о друге. Ещё одним инструментом, имеющим для Кантрелла особое значение, является Fender Custom Shop Stratocaster, которым владел Даг Фигер, гитарист и певец группы The Knack, которой Джерри увлекался с детства. После смерти Фигера его семья раздала гитары друзьям музыканта, одним из которых был Кантрелл.
В начале Кантрелл использовал ограниченный набор инструментов и аппаратуры, но со временем изменил свою точку зрения. «Я не настолько фанатичен, как ранее, пытаясь работать с небольшой группой гитар и усилителей. Теперь мне более интересно использовать всё, что только можно, чтобы нарисовать картину», — признавался гитарист в 2013 году.
Известно, что Кантрелл предпочитал G&L и Dean Guitars, также как и Gibson Les Paul. Он работал с компанией Dean над разработкой дизайна именной модели на основе его Les Paul. В туре Кантрелл использует два прототипа гитар Dean.
Он также говорил что работает над именным усилителем с Bogner,. Эти усилители он использовал долгое время. У него также есть редкий предусилитель Bogner Fish, благодаря которому Alice in Chains известны своим уникальным звучанием, его также повышают гитарные усилители модели Shiva и Ecstasy. Эдди Ван Хален подарил ему усилитель Peavey 5150. Mcswain Guitars нередко выполняют заказные сборки для Джерри.
Джерри Кантрелл использовал свой белый Les Paul и 4х кассетный магнитофон для записи всех песен альбома Degradation Trip у себя дома в Сиэтле.

## Признание
Ты узнаешь его
по риффам на расстроенной гитаре, пропитанным «квакушкой» соло, рассказам о печали и отчаянии.
Величайший момент
песня «Man in the Box», ставшая для многих рок-фанатов первым знакомством со словом на букву «Г» (подсказка: оно рифмуется со «спанж»).
В июне 2006 года британский хард-роковый журнал Metal Hammer наградил Кантрелла титулом «Лорд риффов» и ежегодным Golden Gods Awards шоу которое проходит в отеле Астория, Лондон.
В 2009 году журнал Classic Rock включил Кантрелла в список величайших гитаристов всех времен.

## Личная жизнь

### Семья
Родители Кантрелла развелись, когда ему было 7 лет. Джерри Кантрелл-старший — ветеран Войны во Вьетнаме. Кантрелл написал песню «Rooster» о его службе. Кантрелл жил с матерью Глорией до её смерти в 1987 году. В память о ней он написал песню «Sunshine». В школьные годы Кантрелл был участником драм-кружка и хора, часто исполнял гимн на различных спортивных мероприятиях. По его словам, мрачные средневековые церковные произведения, которые ему довелось исполнять будучи в хоре, частично повлияли на его стиль. Также влияние на творчество музыканта оказала и кантри-музыка. В 2003 году Кантрелл сменил место жительства, перебравшись из Сиэтла в Лос-Анджелес. Примерно в это же время ему окончательно удалось побороть наркозависимость. C 1989 по 1996 год Кантрелл состоял в отношениях с девушкой по имени Кортни, с которой он познакомился на концерте Guns N' Roses. Его личные переживания отражены в песнях «Got Me Wrong», «Down in a Hole», «Heaven Beside You», «Over Now» а также «She Was My Girl».

### Наркотики
Из-за переживаний по поводу своей первой сольной записи, музыкант серьёзно увлёкся наркотиками. «Скажем так, когда я проходил мимо его дома, то видел, что собака три дня подряд сидит на цепи с пустой миской для еды, и понимал, что что-то сильно не в порядке», — вспоминал Рекс Браун. Распад Alice in Chains надломил его и Кантрелл серьёзно увлёкся наркотиками. «Я тогда был полностью обдолбан и вы можете услышать это на записи [Degradation Trip]. Я записал её ещё до того, как полностью завязал, когда мне пришлось смириться со смертью своей группы, а сразу после её выхода по ужасному совпадению умер Лейн. Это был не лучший период в моей жизни и это полностью отражено на пластинке… Я завязал с наркотиками лишь через год после смерти Лейна», — признавался Кантрелл.

### Здоровье
В промежутке между выходом альбомов Black Gives Way to Blue и The Devil Put Dinosaurs Here в 2011 году Кантрелл перенёс операцию на плече. У него был разрушен хрящ из-за многолетнего ношения гитарного ремня, что усугубилось плохой осанкой из-за постоянного нахождения на сцене в вычурных позах рок-музыканта. «Боль была просто адской, а восстановление было долгим и болезненным… Думаю, это потому что я старый и поломанный рокер», — признавался Кантрелл.

## Дискография
Alice in Chains
- We Die Young (EP, 1990)
- Facelift (1990)
- Sap (EP, 1992)
- Dirt (1992)
- Jar of Flies (EP, 1994)
- Alice in Chains (1995)
- Unplugged (1996)
- Nothing Safe: Best of the Box (1999)
- Music Bank (1999)
- Live (2000)
- Greatest Hits (2001)
- The Essential Alice in Chains (2006)
- Black Gives Way to Blue (2009)
- The Devil Put Dinosaurs Here (2013)
- Rainier Fog (2018)

Сольные проекты
- The Cable Guy Original Motion Picture Soundtrack — song «Leave Me Alone». (1996)
- Boggy Depot (апрель 1998)
- Degradation Trip (июнь 2002)
- Degradation Trip Volumes 1 & 2 (ноябрь 2002)
- The Punisher Soundtrack — композиция «Ashes to Ashes» совместно с Damageplan (также вошла в японскую версию альбома Damageplan New Found Power (2004)
- Brighten (2021)
- I Want Blood (2024)

С Оззи Осборном
- Under Cover (2005)